# Flote
Die Familie Flote (auch Flotte) war eine Familie des niederen burgundischen Adels, die seit dem Ende des 9. Jahrhunderts bezeugt ist. Sie trat in der Dauphiné, in der Provence und in der Auvergne auf, erreichte mit Pierre Flote und Guillaume Flote vom Ende des 13. bis zur Mitte des 14. Jahrhunderts ihre größte Macht als Kanzler von Frankreich. Die Familie starb in allen Linien Ende des 18. Jahrhunderts aus.
Zum Besitz der Familie zählten: Die Grafschaft La Roche sowie die Herrschaften Revel, Agoult, Montauban, Meols, Saint-Auban, Cuébris, Seillans, Roquevaire, Saint-Joseph, Trevel, Sainte-Geneviève, Montcresson, Nervieux, Vaure-les-Montbrison, Saint-Etienne, La Nau, Cormède, Ennezat, Mayssat, Escolle, Maymont, Vaux, Limaignes und Montmaur.
Die bekanntesten Angehörigen der Familie sind:
- Armand Flote, Ende 9. Jahrhundert, Erzbischof von Embrun
- Pierre Flote (X 1302), französischer Jurist, Diplomat und Kanzler
- Guillaume Flote († nach 1366), französischer Jurist, Diplomat und Kanzler, Sohn Pierre Flotes